# Den græske uafhængighedskrig
|  | For andre konflikter mellem Grækenland og Tyrkiet/Det Osmanniske Rige, se Græsk-tyrkiske krig |
Den græske uafhængighedskrig (1821–1829), også kaldt den græske revolution eller den græske frihedskrig, var en krig grækerne begyndte for at opnå selvstændighed for Grækenland i forhold til det Osmanniske Rige. Efter en lang og blodig krig og med hjælp fra stormagterne fik Grækenland selvstændighed ved Konstantinopeltraktaten i juli 1832. Grækerne blev dermed det første folkeslag under det Osmanniske Rige, som fik selvstændighed. Uafhængighedsdagen den 25. marts 1821 er græsk nationaldag.